# Kacper Miaskowski
Kacper Miaskowski, również Kasper Miaskowski, niem. Kaspar von Miaskowski (ur. 11 stycznia 1771 w Jabłkowie , zm. w 1813 lub później) – pułkownik Wojska Polskiego, w czasie wojny z Rosją (1812) dowódca 15 pułku piechoty; odznaczony krzyżem kawalerskim orderu Virtuti Militari oraz Legią Honorową.

## Pochodzenie
Pochodził ze szlacheckiej rodziny herbu Bończa. Był synem Ignacego (zm. 1773), posesjonata w powiatach pyzdrskim i gnieźnieńskim  i Magdaleny z Czachórskich . Jego dziadkami ojczystymi byli Kasper Miaskowski, rotmistrz królewski piastujący urzędy ziemskie w ziemi poznańskiej , oraz Jadwiga z domu Bnińska (pierwsza żona), sędzianka nakielska. Przyrodnimi braćmi jego ojca (ich matką była Joanna Malczewska) byli m.in. Franciszek Salezy Miaskowski i Józef Miaskowski. Po śmierci ojca opiekę nad niepełnoletnim Kacprem sprawowali sędzia ziemski poznański Łukasz Bniński i stryj Józef, wówczas proboszcz katedralny poznański .

## Powstanie kościuszkowskie (1794)
W 1786, jako kadet wstąpił do Korpusu Artylerii Koronnej, gdzie dosłużył się stopnia podporucznika (maj 1791). W czasie insurekcji kościuszkowskiej Miaskowski wziął udział w wyprawie generała Jana Henryka Dąbrowskiego do Wielkopolski, zajętej przez Prusy. Pełnił funkcję kuriera, był wysyłany z raportami Dąbrowskiego m.in. do Naczelnika powstania, Tadeusza Kościuszki. Podczas powstania awansował na kapitana artylerii.

## Po upadku Rzeczypospolitej
W 1801 roku Kacper Miaskowski, w nieznanych bliżej okolicznościach (być może za protekcją swego stryja Józefa, wtenczas biskupa warszawskiego, cieszącego się zaufaniem pruskich władz w Berlinie), poślubił Mariannę von der Mark (1780–1814). Miaskowski był drugim mężem Marianny. Małżonka była nieślubną córką króla Prus Fryderyka Wilhelma II (zm. 1797) i jego metresy Wilhelminy von Lichtenau (1752–1820). Po śmierci pruskiego króla (1797) jego syn i następca, Fryderyk Wilhelm III skonfiskował kochance ojca jej olbrzymi majątek, wszczął przeciwko niej proces i wygnał do Głogowa. Małżonkowie rozwiedli się po urodzeniu córki Józefiny (zm. 1862), która wyszła za mąż za hrabiego Adolfa Wilhelma von Königsmarck (1802–1875).

## Wojna z Prusami (1806)
Gdy w 1806 cesarz Francuzów Napoleon Bonaparte rozgromił pruską armię, na terenie Wielkopolski wybuchło powstanie. Dnia 9 listopada 1806 Kacper Miaskowski, który od tego roku był dzierżawcą pobliskiego Opatówka, przybył do Kalisza – stolicy departamentu – z odezwą wydaną w Poznaniu przez gen. Dąbrowskiego i Józefa Wybickiego, wzywającą Polaków do powstania. Tego samego dnia kaliszanie na czele z dawnym konfederatem barskim gen. Pawłem Skórzewskim oswobodzili swoje miasto. W dniu 14 listopada do Kalisza wkroczył oddział francuskich szaserów pod dowództwem kpt. Jean-Louisa Charlesa Guesnon-Deschampsa, szef szwadronu 12 pułku strzelców konnych.
Następnie, Miaskowski z Deschampsem ruszyli na Częstochowę, jedną z kilku jeszcze niezdobytych twierdz pruskich. Deschamps prowadził 120 szaserów, a Miaskowski około 150 konnych pospolitego ruszenia. Do przybyłych dołączył 500-osobowy oddział prowadzony przez miejscowego właściciela ziemskiego, Michała Pruszaka. Dnia 17 listopada 1806 francusko-polski oddział zajął miasto, jednak twierdza jasnogórska nadal była we władaniu Prusaków. Nie mając wystarczającej ilości wojska, zwłaszcza artylerii, francuski dowódca zdecydował się na fortel. Na jego rozkaz Miaskowski ściągnął pod mury twierdzy okolicznych chłopów, każąc im rozpalić ogniska, a swoim ludziom rozkazał przez całą noc krzyczeć „Vive l’empereur!” („Niech żyje cesarz!”) i strzelać. W ten sposób Prusacy, przeświadczeni, że siły nieprzyjacielskie są znaczne, następnego dnia poddali twierdzę. Po zajęciu Jasnej Góry Miaskowski skutecznie interweniował u gen. Dąbrowskiego, zapobiegając wywiezieniu przez Francuzów tamtejszych skarbów, gromadzonych od wieków przez zakon paulinów.
Kolejnym zadaniem Miaskowskiego, które powierzył mu gen. Dąbrowski, było organizowanie wraz z gen. Skórzewskim polskiego wojska na terenie departamentu kaliskiego, później Miaskowski został wysłany do Piotrkowa, gdzie nadzorował formowanie 7 pułku piechoty.
W uznaniu zasług został awansowany do stopnia podpułkownika i odznaczony krzyżem kawalerskim orderu Virtuti Militari.

## Wojna z Austrią (1809)
Gdy w 1809 wybuchła wojna z Austrią (będąca częścią konfliktu francusko-austriackiego) gen. Dąbrowski objął dowództwo polskich wojsk stojących w zachodnich departamentach Księstwa. Regularnego wojska w Wielkopolsce było wtenczas niewiele (główne siły polskie pod dowództwem księcia Józefa Poniatowskiego weszły do Galicji) i Dąbrowski organizował na tym terenie nowe wojska, z którymi odzyskał Warszawę i dotarł do austriackiego wówczas Krakowa. W tym okresie gen. Dąbrowski powierzył Miaskowskiemu organizowanie artylerii w podległych sobie oddziałach.
W tym samym 1809 roku został Miaskowski szefem batalionu 17 pułku piechoty.

## Wojna z Rosją (1812)
W 1812, w stopniu pułkownika, jako dowódca 15 pułku piechoty wziął udział w wyprawie na Rosję. Na czele pułku brał udział m.in. w bitwach pod Smoleńskiem i Borodino (Możajskiem). Po bitwie pod Winkowem (Tarutino, 18 października 1812) dowództwo 15 pp objął mjr Maciej Rybiński (późniejszy ostatni naczelny wódz powstania listopadowego) , a później płk Maciej Straszewski.
Nie wiadomo, z jakich przyczyn Miaskowski oddał dowództwo pułku. Niemniej, wraz wycofującą się napoleońską Wielką Armią dotarł do Wilna, gdzie 10 grudnia 1812 dostał się do rosyjskiej niewoli. Za udział w kampanii rosyjskiej odznaczony został francuską Legią Honorową.
Dalsze jego losy nie są znane. Zmarł prawdopodobnie w 1813 lub później.